# Nicolás Suazo
Nicolás Suazo   (San Pedro Sula, 9 de gener de 1965) és un exfutbolista hondureny de la dècada de 1990.
Fou 51 cops internacional amb la selecció d'Hondures.
Pel que fa a clubs, destacà a Independiente, Marathón, Victoria, Herediano i Comunicaciones
Trajectòria com a entrenador:
- 2004–2005: Marathón
- 2009–2011: Marathón